# Etheostoma osburni
The finescale saddled darter (Etheostoma osburni) là một loài cá thuộc họ Percidae. Nó là loài đặc hữu của Hoa Kỳ.